# Max Weber
Maximilian Karl Emil Weber (pronúncia em alemão: ˈmaks ˈveːbɐ; Erfurt, 21 de abril de 1864 — Munique, 14 de junho de 1920) foi um intelectual, jurista e economista alemão considerado um dos fundadores da Sociologia. Seu irmão foi o também famoso sociólogo e economista Alfred Weber; Marianne Weber, sua parceira e biógrafa, foi uma das alunas pioneiras na universidade alemã e integrava grupos feministas de seu tempo.
É considerado um dos fundadores do estudo moderno da sociologia, mas sua influência também pode ser sentida na economia, na filosofia, no direito, na ciência política e na administração. Começou sua carreira académica na Universidade Humboldt de Berlim e, posteriormente, trabalhou na Universidade de Freiburg, na Universidade de Heidelberg, na Universidade de Viena e na Universidade de Munique. Personagem influente na política alemã da época, foi consultor dos negociadores alemães no Tratado de Versalhes (1919) e da comissão encarregada de redigir a Constituição de Weimar.
Grande parte de seu trabalho como pensador e estudioso foi reservado para o estudo do capitalismo e do chamado processo de racionalização e desencantamento do mundo. Mas seus estudos também deram contribuição importante para a economia.
Sua obra mais famosa são os dois artigos que compõem A ética protestante e o espírito do capitalismo, com o qual começou suas reflexões sobre a sociologia da religião. Weber argumentou que a religião era uma das razões não exclusivas do porquê as culturas do Ocidente e do Oriente se desenvolveram de formas diversas, e salientou a importância de algumas características específicas do protestantismo ascético, que levou ao nascimento do capitalismo, da burocracia e do estado racional e legal nos países ocidentais. Em outro trabalho importante, A política como vocação, Weber definiu o Estado como "uma entidade que reivindica o monopólio do uso legítimo da força física", uma definição que se tornou central no estudo da moderna ciência política no Ocidente. Em suas contribuições mais conhecidas são muitas vezes referidas como a "Tese de Weber".

## Biografia

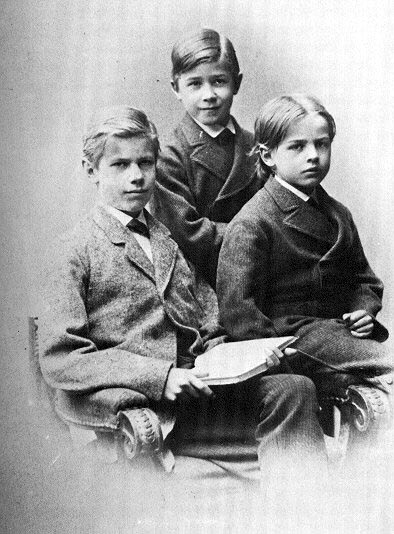
Max Weber e seus irmãos, Alfred e Karl, em 1879

O jovem Max foi o primeiro de sete filhos de Max Weber, advogado e político, membro do Partido Nacional Liberal, e de Helene Fallenstein, uma descendente de imigrantes huguenotes franceses. A família estimulou intelectualmente os jovens Weber desde a tenra idade. Seu irmão Alfred Weber, quatro anos mais jovem, também se tornaria sociólogo, mas, sobretudo, um economista, que também desenvolveu uma importante sociologia da cultura.
Em 1882, Max Weber matriculou-se na Faculdade de Direito da Universidade de Heidelberg, onde seu pai havia estudado, frequentando também cursos de economia, política, história e teologia. Em 1884 voltou para casa paterna e se transferiu para a Universidade de Berlim, onde obteve em 1889 o doutorado em Direito e em 1891 a tese de habilitação, ambos com escritos da história do direito e da economia.
Depois de completar estudos jurídicos, econômicos e históricos em várias universidades, distingue-se precocemente em algumas pesquisas econômico-sociais com a Verein für Sozialpolitik (associação fundada em 1872 pelos economistas associados à Escola historicista alemã de economia à qual Weber já tinha aderido em 1888).

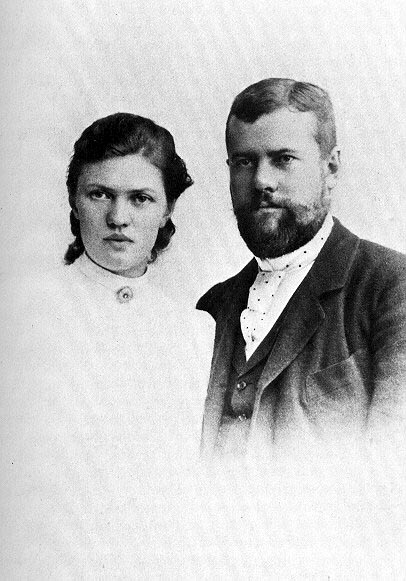
Max Weber e sua esposa Marianne em 1894

Em 1893 casou-se com Marianne Schnitger, mais tarde uma feminista e estudiosa, bem como curadora póstuma das obras de seu marido. Atualmente, a publicação de sua correspondência íntima também revelou seus relacionamentos com Else von Richtoffen e Mina Tobler, levando muitos especialistas a revisarem a importância do amor e do erotismo em sua obra.
Foi nomeado professor de Economia nas universidades de Freiburg em 1894 e de Heidelberg em 1896. Entre 1897, ano em que seu pai morreu, e 1901 sofreu de uma aguda depressão, de modo que do final de 1898 ao final de 1902 não realizou atividades regulares de ensino ou científicas. Neste período ele esteve em alguns sanatórios e fez diversas viagens pela Europa tendo ficado vários meses na cidade de Roma onde recuperou as forças.
Curado, no Outono de 1903 renunciou ao cargo de professor e aceitou uma posição como diretor-associado do recém-nascido Archiv für Sozialwissenschaft und Sozialpolitik (Arquivos de Ciências Sociais e Política Social), com Edgar Jaffé e Werner Sombart como colegas: nesta revista publicaram em duas partes, em 1904 e 1905, o artigo-chave A Ética Protestante e o Espírito do Capitalismo. Naquele mesmo ano, visitou os Estados Unidos. Graças a uma enorme renda privada derivada de uma herança em 1907, ainda conseguiu se dedicar livremente e em tempo integral aos seus estudos, passando da economia ao direito, da filosofia à história comparada e à sociologia, sem ser forçado a retornar à docência. Sua pesquisa científica abordou questões teórico-metodológicas cruciais e tratou complexos estudos histórico-sociológicos sobre a origem da civilização ocidental e seu lugar na história universal.
Durante a Primeira Guerra Mundial, serviu como diretor de hospitais militares de Heidelberg e ao término do conflito, voltou ao ensino da disciplina de economia, primeiro em Viena e em 1919 em Munique, onde dirigiu o primeiro instituto universitário de sociologia na Alemanha. Em 1918 ele estava entre os delegados da Alemanha em Versalhes para a assinatura do tratado de paz e foi conselheiro para os redatores da Constituição da República de Weimar.
Weber pretendia escrever volumes adicionais sobre o cristianismo e o islamismo, mas contraiu a gripe espanhola e morreu em Munique, em 14 de junho de 1920. Seu manuscrito de Economia e Sociedade foi deixado inacabado; sendo editado por sua esposa postumamente, publicado em 1922.
Encontra-se sepultado no Cemitério de Bergfriedhof de Heidelberg, em Baden-Württemberg na Alemanha.

## Escritos e obras

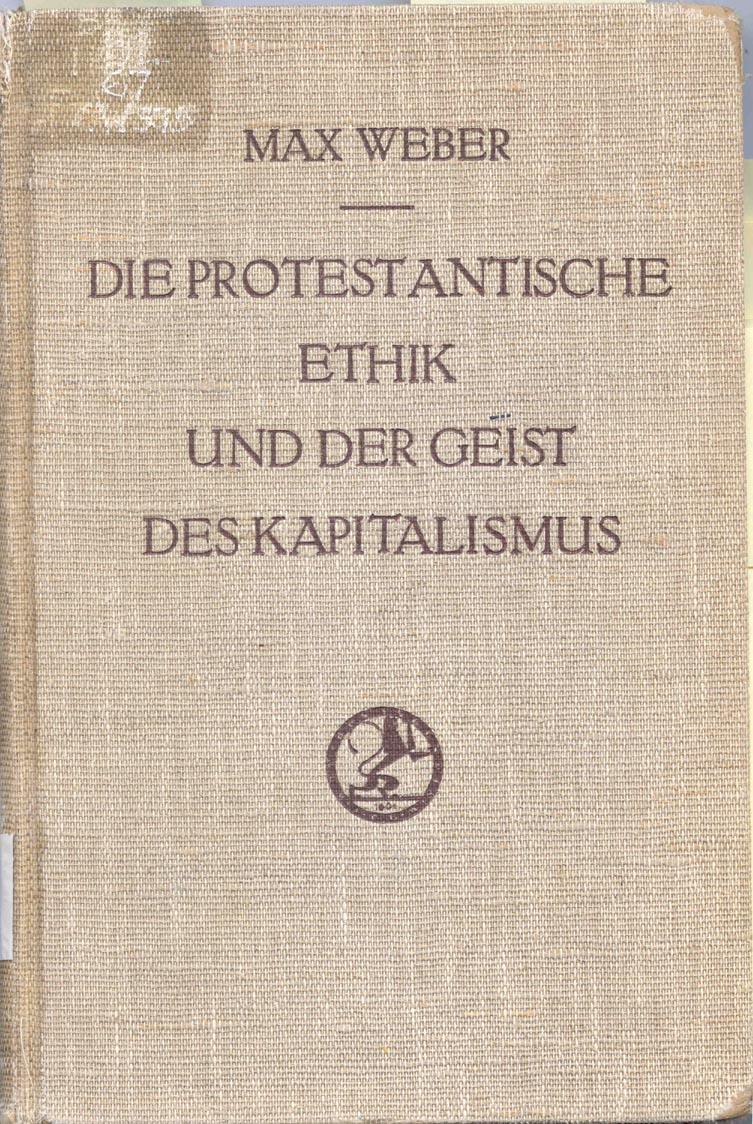
A ética protestante e o espírito do capitalismo, 1.ª edição, 1904.

Dentre as influências que a obra de Weber manifesta, podemos enxergar também seu diálogo com filósofos como Immanuel Kant e Friedrich Nietzsche e com alguns dos principais sociólogos de seu tempo, como Ferdinand Tönnies, Georg Simmel e Werner Sombart, entre outros.
Dentre as principais obras do autor - organizadas postumamente pela sua esposa Marianne Weber - constam os seguintes títulos:
- 1889: A história das companhias comerciais na idade média
- 1891: O direito agrário romano e sua significação para o direito público e privado
- 1895: O Estado Nacional e a Política Econômica
- 1904: A objetividade do conhecimento na ciência política e na ciência social
- 1904: A ética protestante e o espírito do capitalismo
- 1905: A situação da democracia burguesa na Rússia
- 1905: A transição da Rússia a um regime pseudoconstitucional
- 1906: As seitas protestantes e o espírito do capitalismo
- 1913: Sobre algumas categorias da sociologia compreensiva
- 1917/1920: Ensaios Reunidos de Sociologia da Religião
- 1917: Parlamento e Governo na Alemanha reordenada
- 1917: A ciência como vocação
- 1918: O sentido da neutralidade axiológica nas ciências políticas e sociais
- 1918: Conferência sobre o Socialismo
- 1910/1922: Economia e Sociedade

Dentre seus escritos mais conhecidos destacam-se A ética protestante e o espírito do capitalismo (1904), a obra póstuma Economia e Sociedade (1920), A ciência como vocação (1917) e A política como vocação (1919).

## Primeiros trabalhos
Os primeiros textos acadêmicos de Weber estão ligados a trabalhos desenvolvidos em sua formação na estrutura universitária alemã. O primeiro estudo propriamente dito foi sua tese de doutoramento intitulada A história das companhias comerciais da idade média. Esta tendência para combinar análise jurídica com análise histórica continua com seu próximo trabalho (tese de habilitação), chamado A história agrária romana. Aqui ele analisa a estrutura da propriedade agrária da Roma Antiga em sua fase tardia e suas repercussões na legislação pública e privada. Ainda que seja um escrito bastante técnico, ele procura contextualizar sua pesquisa no âmbito histórico, o que já demonstra a preocupação social de suas investigações.
Durante seu período como professor universitário, Weber dedicou-se ao ensino da economia política e de questões agrárias, uma de suas especialidades. Como professor de economia, ele debateu os valores e limite das principais correntes de pensamento de seu tempo: a Escola Histórica de Economia, a Escola Marginalista (predominante na Áustria) e a Escola Marxista. Neste período Weber também publicou um texto introdutório chamado "A bolsa", para divulgar e promover o entendimento do funcionamento econômico do capital financeiro.
A aproximação com os temas sociais está ligada à pesquisa empírica de Weber na região do Leste do rio Elba. Analisando processo migratório de poloneses na fronteira da Alemanha, Weber destacou as tendências da introdução do capitalismo no campo e deu especial atenção às consequências políticas daquele processo. Aplicando diversos questionários e levantando inúmeros dados ele concluiu que o acelerado processo de modernização econômica da Alemanha estava minando a estrutura de poder da classe dirigente: a aristocracia agrária (denominada de classe Junker). Tal visão foi especialmente apresentada em uma Aula Inaugural pronunciada em 1895 e denominada O Estado Nacional e a Política Econômica. Neste período Weber notabilizou-se como um dos grandes especialistas de questões e problemas agrários, refletindo sobre as consequências com os reflexos do capitalismo na esfera rural.
Profundamente envolvido com a vida acadêmica, a produção de Weber sofre uma interrupção a partir de 1897. É somente depois desta fase que a produção sociológica de Weber começa a delinear-se.

## A objetividade do conhecimento
Em 1903, junto com Werner Sombart e Edgar Jaffé, Weber funda o Arquivo para a Ciência Social e a Ciência Política. No texto que escreveu para a revista, intitulado A objetividade do conhecimento na ciência política e social (de 1904) ele apresentou sua posição na discussão sobre os métodos das ciências econômicas, polêmica que sacudia o mundo universitário da época.
A tradição alemã de filosofia social tinha suas origens em Immanuel Kant. Mas, a tentativa de fundamentar as ciências históricas com o pensamento kantiano inicia-se apenas com o trabalho de Wilhelm Dilthey, em 1883. A reivindicação fundamental do seu trabalho foi mostrar o estatuto ontológico diferenciado das ciências históricas e sociais diante das ciências da natureza. Na Alemanha este esforço continuou com os trabalhos de Wilhelm Windelband e Heinrich Rickert. No campo da economia, esta tendência também era representada por Gustav von Schmoller.
Max Weber não se enquadrava diretamente em nenhuma destas posições. Com a escola neo-kantiana, ele concorda com o fato de que as ciências humanas lidam com o fenômeno do valor. Só analisamos aqueles elementos da realidade que tem algum sentido para nós, a partir de nossas referências de valor. Tal posição fora retirada por Weber de Heinrich Rickert. Mas, nem por isso ele rejeitava o valor da imputação causal nas ciências humanas, pois eram um instrumento indispensável para a explicação dos mecanismos de entendimento da vida social. Em síntese, Weber propunha a unificação das ciências humanas integrando a "verstehen" (compreensão) e a "erklären" (explicação) em uma visão dual mas não dualista da ciência.
O principal problema desta posição, contudo, é que elas colocavam em questão o valor objetivo da ciência. Weber reconheceu que toda pesquisa tem um ponto de partida subjetivo (ligado a referência de valor do pesquisador), mas entendeu que este dado não destruía a objetividade da ciência. O valor cognitivo da ciência social reside na sua capacidade de controlar a pesquisa mediante métodos sistemáticos e padronizados de trabalho. O ponto de partida da investigação até pode ser subjetivo, mas seu ponto de chegada deverá ser rigorosamente objetivo.
Alicerçado na noção kantiana de a priori, Weber também desenvolveu a noção de tipo ideal. Tal conceito mostra que as categorias da ciência social são uma construção subjetiva do pesquisador, feita a partir de seus interesses. Como tais, eles selecionam na realidade, sempre complexa e caótica, certos elementos que serão aglutinados como um tipo idealmente perfeito. Conceitos não emanam diretamente da realidade (visão hegeliana), nem são formados apenas por abstração de elementos comuns e genéricos (visão aristotélica), pois eles implicam acentuar determinados elementos para que eles possam ser compreendidos. Trata-se de reunir o caos inesgotável da realidade em conceitos compreensíveis.
Ainda que Weber não tenha defendido uma visão rigorosamente dualista da ciência, o escrito "A objetividade do conhecimento na ciência política e na ciência social" constitui ainda hoje o principal texto para quem defende uma visão não naturalista de ciência, ou seja, que defende a tese de que as ciências humanas são essencialmente diferenciadas das demais ciências de corte empírico-natural.

## A Ética Protestante e o Espírito do Capitalismo
A Ética Protestante e o Espírito do Capitalismo é considerada a grande obra de Max Weber e é o seu texto mais lido e conhecido. A primeira parte desta obra foi publicada em 1904 e a segunda veio a público em 1905, depois da viagem do autor e de sua esposa aos Estados Unidos. Uma segunda versão da obra, revisada pelo próprio Weber, com diversos acréscimos, foi publicada em 1920.
A temática das relações entre religião e capitalismo foi uma questão central do pensamento social alemão. Do ponto de vista da análise do capitalismo, o estudo de Weber foi precedido pela obra de Georg Simmel - A filosofia do dinheiro (1900) -, sem esquecer do escrito de Karl Marx, intitulado O Capital (1867). Dois anos antes da publicação do livro de Weber, seu colega Werner Sombart também publicou um livro sobre esse problema, intitulado O capitalismo moderno (1902). Neste criativo e rico espírito acadêmico, Weber procurou mostrar que o protestantismo de caráter ascético dos séculos XVI e XVII tinha um influxo direto com o conceito de vocação profissional, base motivacional do moderno sistema econômico capitalista. Vejamos como a tese do livro é apresentada.
No capítulo introdutório, Weber mostra a preferência educacional dos católicos por uma formação humanista (artes liberais), enquanto os protestantes preferiam formação técnica (artes mecânicas). Ao mesmo tempo, mostrou as diferenças profissionais entre ambos os segmentos. Weber rejeita a explicação (superficial e aparente) de que a espiritualidade católica, fundada no ascetismo, predisporia o indivíduo para o estranhamento do mundo e, desta forma, para a indiferença para com os bens deste mundo; enquanto os protestantes seriam materialistas. Alega que os puritanos se caracterizavam pelo oposto da alegria para com o mundo. Ao contrário, ele sugere que há um íntimo parentesco entre estranhamento do mundo, ascese e participação na vida aquisitiva.
O capítulo posterior trata do objeto da pesquisa, ou seja, é neste momento que ele desenvolve o tipo ideal de "espírito do capitalismo", entendido como uma individualidade histórica. Tomando como exemplo máximas colhidas de escritos de Benjamin Franklin, tais como "tempo é dinheiro" ou "dinheiro gera mais dinheiro" ou ainda "o bom pagador é dono da bolsa alheia", Weber mostra que o espírito do capitalismo não é caracterizado pela busca desenfreada do prazer e pela busca do dinheiro por si mesmo. O espírito do capitalismo deve ser entendido como uma ética de vida, uma orientação na qual o indivíduo vê a dedicação ao trabalho e a busca metódica da riqueza como um dever moral. Weber acentua claramente que o 'espírito' do capitalismo não deve ser confundido com a 'forma' do capitalismo. Por forma, Weber entende o capitalismo enquanto sistema econômico, cujo centro é representado pela empresa capitalista, reunião de meios de produção, trabalho organizado e gestão racional. Ele esclarece que as variáveis tratadas no seu livro tem a ver com a moral protestante e a dimensão comportamental (habitus) que serve de base ao sistema. O espírito do capitalismo só pôde triunfar ao vencer as formas tradicionalistas de comportamento econômico.
Passo seguinte, ele dedicou-se a analisar a contribuição do luteranismo. Na tradução de Martinho Lutero, ao contrário da concepção católica, "vocação" deixa de ter o sentido de um chamado para a vida religiosa ou sacerdotal e passa a ter o sentido do chamado de Deus para o exercício da profissão no mundo do trabalho. Com Lutero o ascetismo praticado pelos monges fora do mundo é transferido das celas dos mosteiros para o mundo secular, nasce daí o ascetismo intramundano. Todavia, o próprio Max Weber reconheceu que o luteranismo ainda possui uma visão tradicionalista da vida econômica: apesar da ênfase no trabalho, a vida aquisitiva ainda não possui um valor em si mesma e o indivíduo está acomodado no seu círculo social.
Após, Weber destaca que o ponto de partida da ética econômica subjacente ao capitalismo está no protestantismo pós-luterano, nas chamadas igrejas e seitas do protestantismo ascético, tanto na sua versão calvinista (derivada de João Calvino) quanto anabatista. Do calvinismo emana a célebre tese da predestinação, dogma que afirma que "apenas Deus escolhe - independente dos méritos do indivíduo - quem será salvo e quem será condenado". Diante da angústia religiosa sofrida pelo indivíduo, o trabalho e o sucesso na vida econômica surgem como compromissos do crente e como indícios (embora não meio) de certeza da salvação. Apesar desta rígida tese estar atenuada no pietismo e no metodismo, que são mais sentimentais, nas igrejas de origem calvinista a riqueza recebe uma sanção positiva da esfera religiosa. O mesmo processo pode ser verificado no âmbito das seitas que surgem do movimento anabatista (rebatizados) - como os batistas, menonitas e quakers, por exemplo - que, organizados em forma de seita, estimulam uma vida ordenada, disciplinada e regida por rígidas normas éticas.
Analisando todo o processo em seu conjunto, Weber verifica que dos dogmas e, em especial, dos impulsos morais do protestantismo, derivados após a reforma de Lutero, surge uma forma de vida de caráter metódico, disciplinado e racional. Da base moral do protestantismo surge não só a valorização religiosa do trabalho e da riqueza, mas também uma forma de vida que submete toda a existência do indivíduo a uma lógica férrea e coerente: uma personalidade sistemática e ordenada. Sem estes impulsos morais não seria possível compreender a ideia de vocação profissional, concepção que subjaz as figuras modernas do operário e do empresário. A moral específica dos círculos protestantes possui uma relação de afinidade eletiva com o comportamento (espírito) que subjaz ao sistema econômico moderno e, ainda que este não derive apenas deste fator, trata-se de um impulso vital para o entendimento do mundo moderno contemporâneo.
No final da Ética Protestante, Weber destaca que, apesar de secularizada, ou seja, desprovida de fundamentos religiosos, a vida aquisitiva da economia moderna generalizou-se para todo conjunto da vida social: os puritanos queriam tornar-se monges, hoje todos temos que segui-los. Esta avaliação também ganha contornos críticos, pois Weber constata que a lógica da produção, do trabalho e da riqueza envolve o mundo moderno como uma "jaula de ferro " e se pergunta qual o destino dos tempos modernos: o ressurgimento de velhas ideias ou profecias ou uma realidade petrificada, até que a última tonelada de carvão fóssil seja queimada? Em tons que lembram Nietzsche, ele dirá ainda sobre os homens dos tempos atuais: especialistas sem espírito, gozadores sem coração!
Esta visão crítica do capitalismo encorajou certos pensadores marxistas (como Georg Lukács, Karl Löwith, Michael Löwy) a ressaltarem algumas afinidades do seu pensamento com a visão marxista, corrente que, sem menosprezar as sensíveis diferenças entre as duas formas de pensamento, foi sendo denominada de webero-marxismo. No entanto, diferentemente da visão marxista, que privilegia os fatores econômicos, Weber, coerente com uma visão multicausal dos fenômenos sociais, destaca seus fatores culturais e, mais tarde, enfatizará também a importância dos fatores materiais no surgimento das instituições modernas.

## A ética econômica das religiões mundiais
Após a década de 1910, os estudos de Weber na área da sociologia da religião foram ampliados e ele passou a aprofundar seu conhecimento das religiões de caráter universal. Ao contrário de Durkheim, que partiu das religiões primitivas (totemismo), Weber dedica-se à análise do confucionismo e do taoismo, do hinduísmo e do budismo, do islamismo e do judaísmo, ou seja, dos grandes sistemas religiosos da humanidade. Conforme ele esclarece no Prólogo (Vorbemerkung) escrito para introduzir, em termos globais, seus Ensaios Reunidos de Sociologia da Religião, seu objetivo primordial consiste em entender os fenômenos centrais do racionalismo ocidental, como a ciência, a técnica, a universidade, a contabilidade, o direito, a gestão racional das empresas, a música, o Estado Burocrático e, em especial, o capitalismo moderno. Conforme explicou sua esposa Marinne Weber, a descoberta da especificidade do racionalismo moderno foi a grande inovação sociológica de Weber e ele procurou desvendar suas origens e características, destacando o papel da religião neste processo.

### Introdução
O estudo de Weber dedicado às religiões universais possui um escrito preliminar de caráter metodológico, no qual ele explica que, diferente do que fez na pesquisa sobre o protestantismo (em que contemplou apenas um lado da relação causal entre ideias e interesses), nestes estudos ele mostraria a vinculação existente entre fatores materiais e fatores ideais nos processos sociais. Por isso, ao analisar os grandes sistemas religiosos e suas diferentes teodiceias, ele levaria em conta também os interesses e o papel de suas principais camadas portadoras, sejam elas populares (camadas urbanas, rurais, etc.), sejam elites políticas (burocracias), religiosas (sacerdotes) ou mesmo guerreiros.

### Confucionismo e Taoísmo
O primeiro grande sistema analisado por Weber é a milenar civilização chinesa. Ele revisa os pressupostos econômicos e político do mundo da China, o papel do imperador e das províncias e, em especial, a função dos mandarins (burocratas), o que introduz um caráter ritualista e tradicional no confucionismo, voltado para a culto dos antepassados familiares e do imperador: o universo é entendido como uma ordem eterna - Tao - que não pode ser contestada e ao qual o indivíduo se adapta. Na China desenvolveu-se uma tendência mística chamada taoismo, cujo fundador é Lao-Tsé, mas que foi tragada pela poderosa força da magia, razão pela qual a religião chinesa ficou imersa em um jardim mágico. Desta forma, ele não desenvolveu um potencial de racionalização prática das condutas.

### Consideração Intermediária
Após analisar a religião chinesa, Weber passa ao exame das religiões de salvação, nas quais existe uma relação de tensão com o mundo: daí a necessidade de um texto intermediário que explique as diferenças entre o misticismo (predominante do mundo oriental) e o ascetismo (predominante no mundo ocidental). Neste texto ele também examina as tensões entre a ordem religiosa (regida por normas) e as ordens sociais do mundo moderno que são regidas por uma racionalidade formal e que, portanto, possuem sua legalidade própria. As esferas analisadas por Weber são a economia, a política, a arte, o erotismo e a ciência.

### Hinduísmo e Budismo
O sistema de castas vigente na Índia demonstra que também se trata de uma religião - chamada de hinduísmo - com fortes elementos tradicionais. As castas criam uma ordem hierárquica, no topo da qual estão os sacerdotes brâmanes, seguidos pelos guerreiros (xátrias), depois os comerciantes (vaixás) e agricultores (shudras) e, por fim, os demais trabalhadores (dalits). O intercâmbio entre os grupos sociais não é permitido e a única forma de evoluir na escala social é a roda das encarnações. O caráter sagrado das castas indianas foi rompido pela pregação de Buda. O Budismo conservou a ideia de reencarnação, mas ela se torna completamente individual e voltada para a dissolução do eu. Tal crença difundiu-se por todo Oriente e constitui a grande matriz dos sistemas religiosos orientais, que possuem um componente acentuadamente místico.

### O Judaísmo Antigo
O grande processo de desencantamento religioso do mundo, ou seja, a eliminação da magia como meio de salvação, tem aqui o seu ponto de partida. O judaísmo é uma religião pária, ou seja, há um vínculo exclusivo entre o povo eleito e seu Deus Javé, isolando a religião judaica do contexto social mais amplo. A elaboração de uma lei sacerdotal, sistematizada pelos levitas e a pregação dos profetas, exigindo o cumprimento das normas, abriu caminho para uma religião de caráter prático e ético, expurgando o papel das crenças mágicas no sistema religioso. O judaísmo foi a fonte do racionalismo prático da dominação do mundo que permeia o mundo ocidental e suas diferentes instituições sociais.
Comparando estas diferentes religiões, Weber mostrou que existem diferentes formas de racionalismo. Assim, enquanto na China predomina um racionalismo prático de acomodação ao mundo, na Índia, ao contrário, temos um racionalismo teórico de fuga do mundo. Já o Ocidente, começando no Judaísmo Antigo e chegando no protestantismo ascético desenvolveu uma forma prática de racionalismo da dominação do mundo. Dessa forma Weber nos oferece uma descrição das diferentes formas que os processos de racionalização adquirem no contexto de diferentes culturas.
Além disso, ao comparar diferentes civilizações, Max Weber pode ser considerado o precursor de uma sociologia que busca ir além do eurocentrismo. Apesar de seu trabalho estar centrado no horizonte do Ocidente Moderno, ele procura defini-lo a partir da comparação com outros modelos de cultura e de sociedade. Sua análise da modernidade, adota uma perspectiva cosmopolita. Esta sociologia comparada das civilizações vem sendo relida por pensadores preocupados em pensar o mundo globalizado, tais como Shmuel  Eisenstadte Thomas Schwinn, entre outros.

## Economia e Sociedade
Em 1913, Weber publicou um escrito intitulado "Sobre algumas categorias da sociologia compreensiva", primeiro esboço de seu método sociológico. Ele continuou a trabalhar sua visão de sociologia durante os próximos anos em escrito encomendado para uma ampla coleção de textos econômicos e que, por esta razão, recebeu o nome de "Economia e Sociedade". Weber trabalhou neste volume até o final de sua vida, mas ele só foi publicado postumamente por sua esposa, Marianne Weber. A versão mais conhecida deste volume póstumo e a quarta edição, organizada por Johannes Winckelmann, em 1956.
No primeiro capítulo desta obra, aparece como conceito fundante da teoria sociológica de Weber - a categoria ação - , considerado por ele como o objeto da sociologia. Por essa razão sua teoria inaugura o chamado "individualismo metodológico", postura que entende que as formas coletivas de vida (ou mesmo a sociedade como totalidade social) deve ser explicada a partir de suas bases individuais, opondo-se, assim, ao "holismo metodológico".
A ação é um comportamento humano ao qual os indivíduos vinculam um significado subjetivo e a ação é social quando está relacionada com outro indivíduo. A análise da teoria weberiana como ciência tem como ponto de partida a distinção entre quatro tipos de ação social:
- A ação instrumental com relação a um objetivo é determinada por expectativas no comportamento tanto de objetos do mundo exterior como de outros homens e utiliza essas expectativas como condições ou meios para alcance de fins próprios racionalmente avaliados e perseguidos. É uma ação concreta que tem um fim específico, por exemplo: o engenheiro que constrói uma ponte;
- A ação racional com relação a um valor é aquela definida pela crença consciente no valor - interpretável como ético, estético, religioso ou qualquer outra forma - absoluto de uma determinada conduta. O ator age racionalmente aceitando todos os riscos, não para obter um resultado exterior, mas para permanecer fiel a sua honra, qual seja, à sua crença consciente no valor, por exemplo, um capitão que afunda com o seu navio;
- A ação afetiva é aquela ditada pelo estado de consciência ou humor do sujeito, é definida por uma reação emocional do ator em determinadas circunstâncias e não em relação a um objetivo ou a um sistema de valor, por exemplo, a mãe quando bate em seu filho por se comportar mal;
- A ação tradicional é aquela ditada pelos hábitos, costumes, crenças transformadas numa segunda natureza, para agir conforme a tradição o ator não precisa conceber um objeto, ou um valor nem ser impelido por uma emoção, obedece a reflexos adquiridos pela prática.

Nos parágrafos seguintes Weber desenvolve ainda os conceitos de "relação social" e de "ordem social".
Na ótica weberiana, a sociologia é essencialmente hermenêutica, ou seja, ela está em busca do significado e dos motivos últimos que os próprios indivíduos atribuem as suas ações: é neste sentido que a sociologia é sempre "compreensiva" (verstehen). O principal objetivo de Weber é compreender o sentido que cada pessoa dá a sua conduta e perceber assim a sua estrutura inteligível e não a análise das instituições sociais como propunha Durkheim. A análise weberiana propõe que se deve compreender, interpretar e explicar respectivamente, o significado, a organização e o sentido, bem como evidenciar regularidade das condutas. Cabe a sociologia entender como acontecem e se estabilizam as relações sociais, os grupos organizados e as estruturas coletivas da vida social.
Com este pensamento, não possuía a ideia de negar a existência ou a importância dos fenômenos sociais globais, dando importância à necessidade de entender as intenções e motivações dos indivíduos que vivenciam essas situações sociais. Ou seja, a sua ideia é que a sociedade como totalidade social é o resultado das formas de relação entre seus sujeitos constituintes. Tomando como ponto de partida da compreensão da vida social o papel do sujeito, a teoria de Max Weber é denominada individualismo metodológico.

### Sociologia Econômica
Durante a maior parte de sua vida acadêmica, Max Weber foi docente de disciplinas da área econômica. Aliás, seu último livro, um conjunto de notas de aula publicados por seus alunos, chama-se justamente História Geral da Economia. Desta forma, não é surpresa que Weber elabore uma sofisticada abordagem sociológica da vida econômica. Por esta razão, há até teóricos que defendem que, em última instância, toda obra de Weber não passa de uma teoria econômica, qual seja, uma visão sócio-histórica da vida aquisitiva.
Na sua primeira fase, seguindo a tradição marxista, Weber tendia a ver o capitalismo como um fenômeno especificamente moderno. Já em sua "Ética Protestante" (de 1904), apesar de colocar em relevo os fatores culturais da gênese da conduta capitalista, era esta visão que predominava. Mas, nas décadas seguintes, ele romperá com estas noções. Em primeiro lugar, ele insere o capitalismo (na sua fase "moderna") em um amplo processo de racionalização da cultura e da sociedade. Ou seja, enquanto fenômeno social, o capitalismo é uma das expressões da vida racionalizada da modernidade Ocidental e é similar, em sua forma racional, ao campo da política, do direito, da ciência, etc. Outra mudança importante é que Weber rompe com a definição marxista de que o capitalismo é um fenômeno exclusivo da era moderna: daí a expressão capitalismo "moderno". Para Weber, o capitalismo é um fenômeno que atravessa a história, pois a busca do lucro já pode ser localizada nas sociedades primitivas e antigas, nas grandes civilizações e mesmo nas sociedades não ocidentais. O núcleo estruturante da atividade capitalista é a empresa, pois a separação da esfera individual da esfera impessoal da produção permite a racionalização da organização do trabalho e mesmo das atividades de gestão destas organizações.
Com base nestas premissas, Weber construiu diferentes tipos ideais de capitalismo, como a capitalismo aventureiro, o capitalismo de Estado, o capitalismo mercantil, capitalismo comercial, etc.
As principais análises de Weber sobre o campo econômico podem ser encontradas no segundo capítulo de Economia e Sociedade, tópico em que ele discute a ordem social econômica. Ali ele destaca que o processo de racionalização da atividade econômica também envolve a passagem de uma racionalidade material - na qual a vida econômica está submetida a valores de ordem ética ou política - para uma racionalidade formal, ou seja, na qual a lógica impessoal das atividades econômicas e lucrativas se torna predominante.
Por estas razões, Max Weber é considerado, atualmente, um dos precursores da sociologia econômica, conjunto de autores que se recusa a entender a vida econômica como relacionada apenas com o mercado, concebido de forma abstrata, separado de suas condições históricas, culturais e sociais.

### Sociologia Política
Max Weber desenvolveu um importante trabalho de sociologia política através da sua teoria dos tipos de dominação.
Dominação é a possibilidade de um determinado grupo se submeter a um determinado mandato. Trata-se, portanto, de um tipo de relação social fundada na autoridade de um indivíduo sobre outros. Isso pode acontecer por motivos diversos, como as leis, admiração, costumes e tradição. Weber define três tipos de dominação que se distinguem pelo seu caráter (pessoal ou impessoal) e, principalmente, pela diferença nos fundamentos da legitimidade. São elas: legal, tradicional e carismática.
- Dominação legal: a obediência está fundamentada na vigência e aceitação da validade intrínseca das normas e seu quadro administrativo é mais bem representado pela burocracia. A ideia principal da dominação legal é que deve existir um estatuto que pode ou criar ou modificar normas, desde que esse processo seja legal e de forma previamente estabelecido. Nessa forma de dominação, o dominado obedece à regra, e não à pessoa em si, independente do pessoal, ele obedece ao dominante que possui tal autoridade devido a uma regra que lhe deu legitimidade para ocupar este posto, ou seja, ele só pode exercer a dominação dentro dos limites pré-estabelecidos. Assim o poder é totalmente impessoal, onde se obedece à regra estatuída e não à administração pessoal. Como exemplo do uso da dominação legal podemos citar o Estado Moderno, o município, uma empresa capitalista privada e qualquer outra organização em que haja uma hierarquia organizada e regulamentada. A forma mais pura de dominação legal é a burocracia;[14]
- Dominação tradicional: Se dá pela crença na santidade de quem dá a ordem e de suas ordenações, sua ordem mais pura se dá pela autoridade patriarcal onde o senhor ordena e os súditos obedecem e na forma administrativa isso se dá pela forma dos servidores. O ordenamento é fixado pela tradição e sua violação seria um afronto à legitimidade da autoridade. Os servidores são totalmente dependentes do senhor e ganham seus cargos seja por privilégios ou concessões feitas pelo senhor, não há um estatuto e o senhor pode agir com livre-arbítrio;
- Dominação carismática: nesta forma de dominação os dominados obedecem a um senhor em virtude do seu carisma ou seja, das qualidades excepcionais que lhe conferem especial poder de mando. A palavra carisma é de inspiração religiosa e, no contexto cristão, lembra os dons conferidos pelo Espírito Santo aos cristãos. A palavra foi reinterpretada em sentido sociológico como dons e carismas do próprio indivíduo e, foi nesta forma que Weber a adotou. Weber considerou o carisma uma força revolucionária na história, pois ele tinha o poder de romper as formas normais de exercício do poder. Por outro lado, a confiança dos dominados no carisma do líder é volúvel e esta forma de dominação tende para a via tradicional ou legal.

A tipologia weberiana das formas de poder político diferente claramente da tradição clássica, orientada pela discussão da teoria das formas de governo, oriunda do mundo antigo (Platão e Aristóteles). Filiado à tradição realista de pensamento, Weber também rejeita os pressupostos normativos e éticos da teoria do poder e procura descrevê-lo em suas formas efetivas de exercício. Ao demonstrar que o exercício do poder envolve a necessidade de legitimação da ordem política e, ao mesmo tempo, sua institucionalização por meio de um quadro administrativo, Weber apresentou os fundamentos básicos da sociologia política da era contemporânea.
Além de uma rigorosa e sistemática sociologia política - alicerçada em seus tipos de dominação - Max Weber foi um dos mais argutos analistas da política alemã, que analisou durante o Segundo Império Alemão e durante os anos iniciais da República de Weimar. Crítico da política de Bismarck, líder que, ao monopolizar o poder, deixou a nação sem qualquer nível de sofisticação política, Weber sempre apontou a necessidade de reconstrução da liderança política. No escrito O Estado Nacional e a Política Econômica, de 1895, já mostrava como as diferentes classes sociais não se mostravam aptas a dirigir a nação, seja pela sua decadência social (caso dos Junkers), seja pela sua imaturidade política (caso da burguesia e do proletariado).

### Sociologia da estratificação social
Estratificação social é a área da sociologia que se ocupa da pesquisa sobre a posição dos indivíduos na sociedade e explicitação dos mecanismos que geram as distinções sociais entre os indivíduos. Ao contrário de Marx, que explicava estas diferenças apenas com base em fatores econômicos, Weber mostrou que as hierarquias e distinções sociais obedecem à lógicas diferentes na esfera econômica, social e política. Sob o aspecto econômico as classes sociais são diferenciadas conforme as chances de oportunidades de vida, escalonando os indivíduos em grupos positiva ou negativamente privilegiados. Do ponto de vista social, indivíduos e agrupamentos sociais são valorizados conforme atributos de valor, dando origens a diversos tipos de grupos de status. Diferente também é a lógica do poder, em que os indivíduos agregam-se em diferentes partidos políticos. A análise weberiana demonstra que existem diferentes mecanismos sociais de distribuição dos bens sociais, como a riqueza (classe), a honra ou prestígio social (grupos de status) e o poder (partidos) e que cada um deles cria diferentes tipos de ordenamento, hierarquização e diferenciação social.

### Sociologia do Direito
Jurista de formação, a análise da esfera jurídica não ficou de fora das preocupações de Max Weber. Ele dedicou um amplo capítulo de Economia e Sociedade a este tema. O pano de fundo de toda sua reflexão sobre a esfera das normas jurídicas é a tese da racionalização da vida social, da qual o próprio direito é uma das expressões. Ao compreender historicamente a evolução do direito, Weber destaca o crescente processo de racionalização que lhe é inerente.
A racionalização do direito pode ser compreendida a partir de duas variáveis: seu caráter material ou formal ou seu caráter racional e irracional. São racionais todas as formas de legislação que seguem padrões fixos, ao contrário do caráter aleatório dos métodos irracionais. Por outro lado, o conteúdo do direito pode ser determinado por valores concretos, especialmente de caráter ético, ou obedecer a critérios de ordem interna, ligados a sistemática e ao processo jurídico em si mesmo, ou seja, a sua forma.
A apreciação weberiana do setor jurídico da vida social não se dedica apenas a entender esta esfera de forma isolada. O direito possui uma ligação direta tanto com a ordem política quanto com a ordem econômica. A evolução do direito formal é um aspecto essencial do progressivo processo de burocratização do Estado, bem como a estabilidade das normas jurídicas foi fundamental para a consolidação de uma economia de mercado, pois esta requer uma ordem de obrigações previsível. Direito, economia e política são ordens sociais de vida que estão conectados e entrelaçados de forma direta.
Como teórico da evolução sócio-histórica do direito, Weber é um dos precursores do chamado direito positivista, pois ele concebia o direito formal como a forma mais avançada historicamente do sistema jurídico. Desta forma, Max Weber está na raiz de importantes teóricos como o próprio Hans Kelsen, por exemplo, considerado o maior teórico do positivismo jurídico.

## Neutralidade axiológica
Nos anos finais de sua carreira, uma nova discussão dividiu os membros da intelectualidade alemã no campo das ciências humanas: o papel dos valores na atividade científica. Para os partidários mais antigos da Escola historicista alemã de economia, a ciência social deveria ser uma atividade orientada para a defesa de pontos de vista fundamentados em normas, capazes de orientar a política estatal e governamental. Para os membros mais jovens da escola econômica alemã, ao contrário, a ciência não poderia ser a base para a escolha de valores que, em última instância, são escolha dos próprios indivíduos.
Max Weber era partidário desta segunda posição e a defendeu no escrito intitulado O sentido da neutralidade axiológica nas ciências políticas e sociais. Embora a atividade científica esteja intrinsecamente ligada ao mundo dos valores - pois toda pesquisa nasce das escolhas pessoais do pesquisador - a autoridade da ciência não pode ser invocada para impor valores aos indivíduos. Na visão weberiana, a modernidade está atravessada por um conflito valorativo irredutível - a guerra dos deuses e o politeísmo de valores -. Seguindo a orientação neo-kantiana, Weber isola do Sein do Sollen - ou seja, diferencia a dimensão do ser da dimensão do dever ser - e entende que teoria e prática são domínios separados. Na pesquisa social, o cientista deve isolar seus pontos de vista subjetivos - seus juízos de valor - e orientar-se pela exposição dos fatos, qual seja, deve expor juízos de fato. A ciência social deve estar "livre de juízos de valores" (Wertfreiheit), termo alemão que costuma ser traduzido por "neutralidade axiológica" ou de valores, ainda que não seja esta sua tradução exata.
Separar pensamento e ação, contudo, não implica sacrificar o caráter crítico da atividade científica. Ao cientista social cabe mostrar a íntima vinculação de meios e fins, mostrando como os fins determinam a escolha dos meios e, no sentido inverso, certos meios assentam-se em juízos valorativos. Sem aderir a uma posição positivista (que sobre determina a dimensão da teoria) ou a uma posição marxista (que sobre determina a dimensão da prática), a ciência social na ótica weberiana respeita a autonomia da dimensão do saber e do fazer sem perder o caráter crítico do conhecimento científico-social.

## A ciência como vocação
As análises de Weber também contemplam o papel do conhecimento científico no mundo moderno. Na famosa conferência A ciência como vocação, pronunciada em 7 de novembro de 1917, em Munique, o pensador entendeu que a ciência era um dos fatores fundamentais do processo de desencantamento do mundo.
Ele comparou a situação da universidade alemã com a realidade dos Estados Unidos e advertiu seus ouvintes de que no futuro haveria um processo de americanização da vida universitária, que seria cada vez mais parecida com empresas estatais: professores assalariados e separação entre o produtor e os meios de produção. De qualquer forma, a vida do cientista e suas chances de promoção profissional ainda são bastante determinadas pelo papel do acaso e da contingência. Ao mesmo tempo, os acadêmicos acabam sendo pressionados para conciliar a difícil vocação para a pesquisa e para o ensino, o que abre espaço para demagogos e diletantes.
Do ponto de vista pessoal, ele ressaltou que a vocação científica exige dedicação: quem não se especializa em alguma área jamais pode almejar sucesso. Contudo, mais do que dedicação, a vocação para a ciência também exige paixão (dedicação à causa) e, além disso, inspiração para fazer uma obra relevante. Somente quem vive voltado para a ciência pode ser chamado uma personalidade.
Do ponto de vista sociológico, Weber mostrou que a ciência faz parte de um processo histórico geral de racionalização e intelectualização da vida. Através da visão científica, a realidade é expurgada de seus elementos mágicos e o sentido último da realidade é retirado do mundo, ficando a cargo das religiões ou da própria consciência do indivíduo. Muitos autores apontam neste escrito os ecos da tese da morte de Deus, apresentada pelo filósofo Friedrich Nietzsche, embora a maioria dos comentadores reconheça que sua fonte de inspiração é a divisão das esferas de valores proposta por Kant. Para Weber, a modernidade achava-se dilacerada por um conflito de valores - na linguagem de Weber, pela guerra dos deuses - e a escolha do sentido último da vida era uma responsabilidade pessoal que não poderia ser creditada à ciência. Ao saber científico cabe a explicação dos mecanismos de funcionamento do mundo, e não a determinação do ser verdadeiro, da verdadeira arte, da verdadeira natureza, do verdadeiro Deus ou mesmo da verdadeira felicidade.
Mas, apesar de retirar o sentido último do mundo, Weber destacou que a ciência contribui com a vida do indivíduo, ao oferecer-lhe meios de domínio prático da realidade, a capacidade de avaliar meios e fins e, acima de tudo, clareza: ou seja, meios para pensar de forma lógica, sistemática e clara.
O destino de nosso tempo é marcado pela intelectualização e pelo desencantamento do mundo. Diante desta realidade, cabe ao indivíduo escolher se quer permanecer imerso na esfera religiosa (o que exige o sacrifício do intelecto) ou se prefere arcar com as consequências de uma visão científica do mundo, na qual não existe qualquer sentido último para a vida, o mundo e o indivíduo. No mundo desencantado, o indivíduo deve dedicar-se às tarefas do dia e assumir suas responsabilidades diante da vida: esta é a única forma de dar sentido à própria existência.

## Seguidores
Dentre os principais teóricos influenciados pelo pensamento weberiano, podemos citar:
- Arnold Gehlen
- Max Scheler
- Karl Jaspers
- Leopold von Wiese
- Karl Mannheim
- Alfred Schütz
- Ervin Goffman
- Eric Voegelin
- Norbert Elias
- Ernest Gellner
- David Landes
- Anthony Giddens

Nos Estados Unidos, algumas obras de Weber foram traduzidas já na década de 1930, pelo eminente sociólogo Talcott Parsons. Este pensador também incorporou algumas ideias weberianas em sua "teoria voluntarista da ação" (desenvolvida em 1937). Nas décadas posteriores, contudo, a leitura parsoniana de Weber foi sendo fortemente criticada, com destaque para a coletânea de textos existentes em From Max Weber (1946), organizada por Charles Wright Mills e Hans Gerth. Pitirim Sorokin, colega de Talcott Parsons, criticou moderadamente a Weber. Na França, o pensamento weberiano foi difundido por Raymond Aron e Julien Freund e, mais recentemente, uma estudiosa destacada é Catherine Colliot-Thélene. Na Alemanha, Jürgen Habermas concede a Weber um papel fundamental em sua "Teoria da ação comunicativa", descrevendo a sociologia weberiana da racionalização. Outro comentador especializado e com muitas obras dedicadas ao tema é Wolfgang Schluchter.
No Brasil, além de autores clássicos como Sérgio Buarque de Holanda e Raymundo Faoro, o pensamento weberiano é descrito por estudiosos como Gabriel Cohn, Maurício Tragtenberg, José Guilherme Merquior e, atualmente, Antônio Flávio Pierucci e Jessé Souza.

## Cronologia
- 21 de Abril de 1864 - Max Weber nasce em Erfurt. Os pais são o jurista e mais tarde deputado do parlamento imperial (Reichstag) pelo partido nacional-liberal, Max Weber e Helene (nascida na família Fallenstein)
- 1882 - 1886 - estudos de Direito, Economia Nacional, Filosofia e História
- 1889 - doutoramento em Direito
- 1892 - habilitação em direito canônico romano e direito comercial (em Berlim)
- 1893 - obteve uma posição temporária na Universidade de Berlim. Casamento com Marianne Schnitger (1870 - 1954), que será mais tarde ativista pelos direitos da mulher e socióloga
- 1894 - assume a posição de professor de Economia na Universidade de Freiburg
- 1897 - professor de Economia Nacional na Universidade de Heidelberg
- 1898 - em virtude de uma crise familiar, Weber sofre um colapso nervoso e abandona o trabalho acadêmico, sendo internado periodicamente até 1903
- 1904 - regressa à atividade profissional. Atividade redatorial no jornal "Archiv für Sozialwissenschaft und Sozialpolitik", que se tornou o jornal líder da ciência social alemã. Weber fez neste ano uma viagem aos Estados Unidos, onde deu aulas
- 1907 - recebe uma herança que o liberta de quaisquer preocupações financeiras
- 1909 - é cofundador da sociedade Alemã de Sociologia
- 1914 - 1918 - Primeira guerra mundial, em 1914, Weber acolhe entusiasticamente o início da Guerra (um nacionalismo militarista muito comum na altura, partilhado entre outros por Thomas Mann). Inscreveu-se como voluntário no exército (Reichswehr). Em 1915 mudou de ideias, tornando-se um pacifista
- 1917 - nos Colóquios de Lauenstein apela à continuação da guerra, ao mesmo tempo defendendo o retorno ao parlamentarismo
- 1918 - cofundador do liberal Partido Democrático Alemão (Deutsch-Demokratische Partei; o DDP).[21]
- 1919 - convocado como conselheiro para a delegação alemã na conferência do Tratado de Versalhes. Foi também nomeado professor de economia nacional na Universidade de Munique
- 14 de Junho de 1920 - morre em Munique vítima de uma pneumonia.